# Gunnar Svenson
Ernst Gunnar Andreas Svenson, född 21 augusti 1892 i Stockholm, död  30 april 1977 i Stockholm, var en svensk 
målare, tecknare och professor vid Konsthögskolan.

## Biografi
Gunnar Svenson var son till handlaren Andreas Svenson och Teckla Lovisa Andersson och från 1928 gift med Lydia Leontina Åström. Svenson studerade vid Althins målarskola 1911–1912 och vid Kungliga konsthögskolan 1912–1916 där han senare var verksam som professor i måleri 1942–1950. Som Ester Lindahlstipendiat vistades han i Frankrike 1930–1932 och han tilldelades 1957 Stockholms stads konstnärsstipendium.
Svenson hörde till den sista gruppen konstnärer som var verksamma vid Smedsudden i Stockholm och han var sedan starten 1932 medlem i gruppen Färg och Form. Tillsammans med Kurt Jungstedt och Arvid Nilsson ställde han ut på Valand i Göteborg 1921 och tillsammans med Patrik Reuterswärd och Fritiof Schüldt på Svensk-franska konstgalleriet 1934. Separat ställde han ut ett flertal gånger på Färg och Form i Stockholm och i Umeå samt med en större retrospektiv utställning på Konstakademien 1963. Han medverkade i samlingsutställningar arrangerade av Sveriges allmänna konstförening, Falangens utställningar på Liljevalchs konsthall, Svensk konst på Valand-Chalmers, Unionalens utställningar i Stockholm och Köpenhamn och Riksförbundet för bildande konsts vandringsutställningar samt internationella utställningar i Bryssel, Hamburg och Haag. Han blev ledamot av Konstakademien 1942.
Hans konst består av intimt anspråkslösa små målningar med naturens mortes, frukter, kärl, döda fåglar i en diskret kolorit samt mjukt formade landskapsmålningar från Stockholmstrakten, Sydfrankrike och Mälarens stränder, Skåne samt Blekinge, blomsterstilleben, fönsterutsikter interiörer, trädgårdsbilder och franskinfluerade välbalanserade stilleben. Den väl bekanta verkligheten är hans fält och han tolkar den med en sober innerlighet. Svenson är representerad vid Nationalmuseum, Moderna museet, Göteborgs konstmuseum, Borås konstmuseum, Norrköpings konstmuseum, Kristianstads museum, Västerås konstmuseum, Malmö museum och prins Eugens Waldemarsudde. Makarna Svenson är begravda på Norra begravningsplatsen utanför Stockholm.